# Lebisia vadoni
Lebisia vadoni är en skalbaggsart som beskrevs av Stefan von Breuning 1957. Lebisia vadoni ingår i släktet Lebisia och familjen långhorningar.
Artens utbredningsområde är Madagaskar. Inga underarter finns listade i Catalogue of Life.